# Karlín

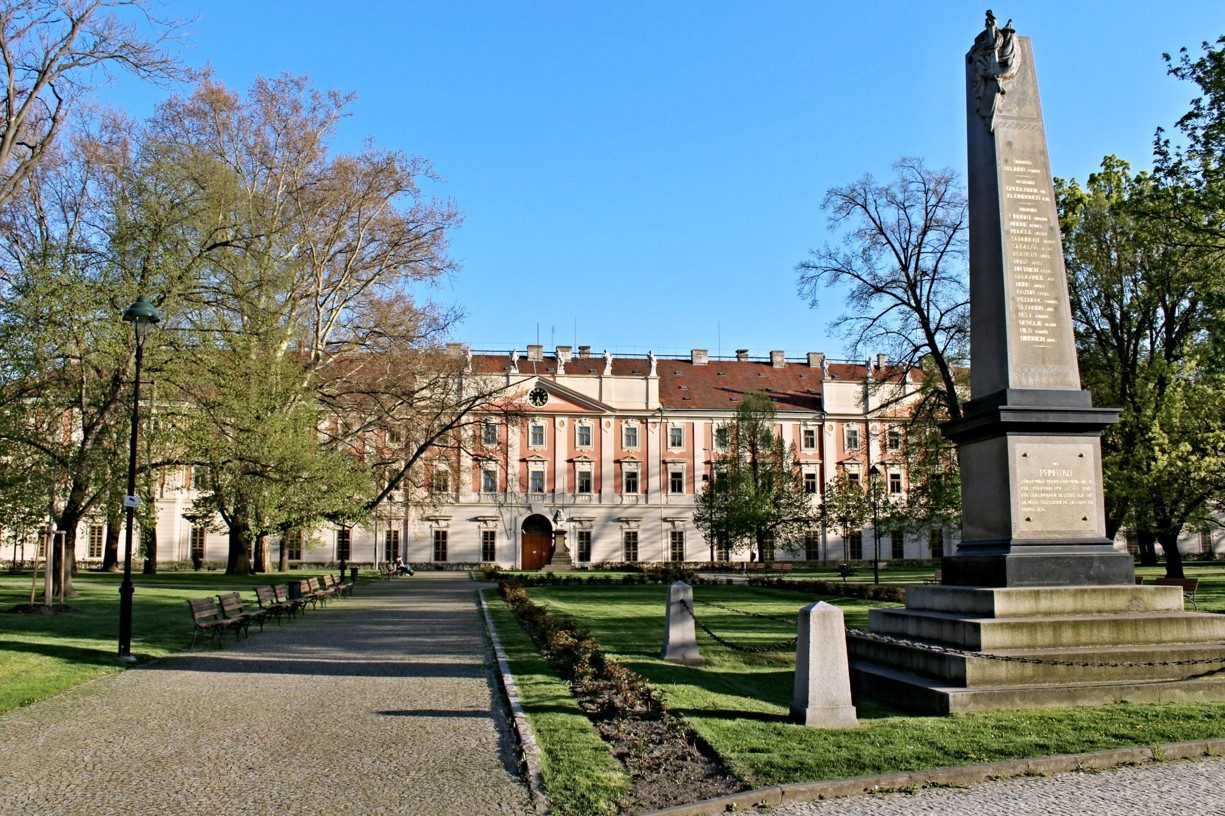
Pałac Invalidovna

Karlín – jedna ze starych dzielnic stolicy Czech, Pragi.

## Historia
Po zburzeniu murów miejskich tereny w dzisiejszym Karlínie były jednymi z najtańszych. Wkrótce powstały tu liczne zakłady i domy mieszkalne. Około roku 1900, jeszcze przed powstaniem Wielkiej Pragi, Karlín został włączony w granice miasta. W ówczesnym czasie działał tu prekursor czeskiej elektrotechniki František Křižík. W roku 1907 oddał on w Karlínie linię tramwajową, która następnie odsprzedał miastu Praga. Ważną budowlą w dzielnicy jest Karlínský Viadukt (Negrelliho viadukt), łączący Praha Masarykovo nádraží z dworcem Bubny. W 1974 oddano do użytku stację metra Florenc, a w roku 1990 otwarto tu stacje Křižíkova i Invalidovna. W roku 2002 dzielnicę zdewastowała powódź, w wyniku której runęło wiele domów, a powrót Karlína do normalności trwał rok. Obecnie wybudowano zapory przeciwpowodziowe.